# Candidato independiente en México
Las candidaturas independientes de México son las hechas por personas postulantes a un cargo político de elección popular en México, ya sea federal, estatal o local, y que no están afiliadas o no fueron postuladas por alguno de los partidos políticos del país. Son también conocidas como candidaturas ciudadanas. Están garantizadas a nivel constitucional en los artículos 35, fracción II, y 116, luego de una reforma de ley hecha en 2012.
El estatus de ciudadanía es uno de los principales requisitos de quien aspira a ser candidato. Solo el ciudadano puede ser candidato, porque solo el ciudadano puede ser votado. En el orden jurídico mexicano la posibilidad de ser votado es una prerrogativa que se atribuye en exclusiva al ciudadano, en términos del mismo artículo 35, fracción II, de la Constitución Política de los Estados Unidos Mexicanos.
La desvinculación partidista hace que resulte llamativa la figura de las candidaturas independientes, pues se plantea como una alternativa ante la evidente crisis de credibilidad que existe en torno a los partidos políticos, situación que no es privativa solo de un país, sino que caracteriza a numerosos Estados democráticos contemporáneos.

## Origen y contexto
Las candidaturas independientes se insertan en la importancia del acceso abierto y en términos claros y relativamente iguales de la actividad política para individuos y organizaciones, [...] al incorporarlas al texto constitucional mexicano se busca mayor participación de la ciudadanía en la vida política del país, compartiendo, con los partidos políticos, el acceso a cargos de elección popular. Así, las candidaturas independientes son una opción más para los ciudadanos, aunque los partidos políticos continúan siendo centrales en el sistema político-electoral mexicano.

### Distinción entre candidato ciudadano y candidato no registrado
Debe mencionarse que la expresión candidato independiente corresponde al menos a dos grupos: los candidatos ciudadanos y los candidatos no registrados.
Los candidatos ciudadanos son aquellos a quienes les está permitido, según las disposiciones electorales, participar en las elecciones cubriendo simplemente los requisitos de elegibilidad en ellas establecidas. Los candidatos no registrados, son aquellos inscritos por los electores en los espacios en blanco establecidos en las boletas electorales.

## Historia

### Primer decreto
En la Ley para la Elección de Poderes Federales del 2 de julio de 1918, siendo todavía presidente de la República Venustiano Carranza, se contemplaron candidatos independientes, denominados candidatos no dependientes de partidos políticos. En 1920, a través del decreto del 7 de julio, se reformó la Ley Electoral de julio de 1918, siendo presidente Adolfo de la Huerta, en la cual se utilizó por primera vez el término candidatos independientes.
La Ley Electoral de 1918 es la última que toma en consideración a las candidatos independientes: en dicho ordenamiento se les reconocieron los mismos derechos otorgados a los candidatos de los partidos políticos, con la condición de estar apoyados cuando menos por 50 ciudadanos del distrito donde se postularan, debiendo constar la adhesión de los ciudadanos en un acta formal con la firma de cada uno de ellos. Además debían contar los candidatos independientes con un programa político, mismo que debían publicitar. El registro se tenía que hacer en los plazos establecidos por la legislación: en el caso de diputados, en la cabecera del distrito electoral, y, para senadores o Presidente de la República, en la capital del Estado.

### Prohibición
El tema de las candidaturas independientes es más bien un derecho recuperado, pues [...] se permitían antes de haber sido prohibidas en 1946 por la Ley Electoral Federal vigente en ese momento, la cual estableció que la facultad de postular candidatos era exclusiva de los partidos políticos, aunque en 1949 Arturo Moreno Federico, se postuló y resultó triunfador como candidato independiente en Magdalena Sonora.  

### Implementación en Yucatán
En 2007 para la elección local en el estado de Yucatán compitieron candidatos independientes luego de una reforma a la Constitución de Yucatán y su confirmación por el pleno de la Suprema Corte de Justicia de la Nación.

### Reincorporación en reforma electoral
A través de la denominada reforma política del año 2012 se incorporó en la Constitución Política de los Estados Unidos Mexicanos el derecho de los ciudadanos a ser registrados como candidatos independientes. Asimismo, en septiembre de 2013 se llevó a cabo una reforma al artículo 116 ibídem con la finalidad de permitir las candidaturas independientes en el ámbito de las entidades federativas.
En el entonces Distrito Federal se registraron como aspirantes 145 ciudadanos. Para lograr el registro, 15 días después de que el Instituto Electoral del Distrito Federal (IEDF) publicara las reglas, los interesados debían entregar por escrito la solicitud en la que manifestaban su intención de participar como aspirantes a candidaturas independientes.
En Guadalajara, sólo cuatro de los nueve aspirantes a candidatos independientes obtuvieron su registro. Entre los que fallaron con los requisitos está Guillermo Cienfuegos, “Lagrimita”, que buscaba ser alcalde de la capital jalisciense.

### Modificaciones
Los procesos electorales de los años 2013, 2014 y 2015 han permitido que el Tribunal Electoral del Poder Judicial de la Federación se pronuncie respecto de los requisitos para aspirar a una candidatura independiente. 
Destacan algunos casos: Se declaró inconstitucional el requisito consistente en que la relación de apoyo ciudadano deba hacerse constar mediante fe de hechos notarial y que las copias de credenciales de elector de los ciudadanos que respalden la candidatura se presenten cotejadas por fedatario público, por considerar que resultan obstructivos para el acceso a un derecho fundamental.

## Requisitos

### Aspirante
Los requisitos para ser aspirante incluyen presentar la credencial para votar vigente y acta de nacimiento del solicitante; constancia de residencia expedida por la autoridad competente [...] precisando el tiempo de residencia en el domicilio, y los datos de identificación de una cuenta bancaria a nombre del aspirante, [...] utilizada para recibir, en su caso, el financiamiento público y privado. Si el cargo para el que buscan competir es federal, a esta lista debe agregarse el registro de una asociación civil y una cuenta de banco a nombre de la misma.

### Candidato
Las candidaturas independientes a cargos de elección popular exigen el cumplimiento de requisitos específicos. En general, se requiere la recolección de un número determinado de firmas de apoyo, cuya cantidad varía según el cargo al que se aspira. Además, se establece un criterio de dispersión territorial para asegurar la representatividad de las firmas.
Por ejemplo, para la candidatura a la presidencia, se necesita el equivalente al 1% del listado nominal de electores. Esas firmas deben provenir de al menos 17 entidades federativas de la república.

## Candidatos independientes reconocidos
- Manuel Clouthier Carrillo
- Pedro Kumamoto
- Héctor Armando Cabada Alvídrez
- Jaime Rodríguez Calderón
- Alfonso Martínez Alcázar
- Salvador Nava Martínez
- Raul de Luna Tovar
- Alfredo Lozoya Santillán
- Eliseo Rosales Avalos
- Juan Carlos Leal Segovia
- Pablo Raúl Moreno Carrión
- Rodolfo Tostado Loaiza

## Candidatos independientes ratificados por el INE
- Margarita Zavala (declina oficialmente como aspirante a la presidencia el 16 de mayo de 2018)
- Jaime Rodríguez Calderón

## Jaime Rodríguez Calderón, candidato independiente a la presidencia de México
El 7 de octubre de 2017, Jaime Rodríguez Calderón registró ante el Instituto Nacional Electoral (INE) su aspiración a ser candidato independiente a la presidencia de México en las elecciones federales de 2018. Para cumplir este objetivo debió recabar 866 593 firmas de apoyo ciudadano, equivalentes al 1 % del padrón electoral y mantener este porcentaje en por lo menos 17 entidades federativas. Tras pedir licencia de su cargo de gobernador de Nuevo León, Rodríguez Calderón logró presentar las firmas necesarias para obtener la candidatura presidencial independiente el 17 de enero de 2018, siendo el primer aspirante en conseguir los apoyos requeridos. El 15 de marzo de 2018, el INE declaró que de las 2 034 403 firmas presentadas, 266 357 estaban duplicadas, 508 453 tenían inconsistencias, 158 532 estaban simuladas, 205 721 eran fotocopias, entre otras irregularidades, validando solo 849 937 de las firmas, quedando debajo del margen solicitado, por lo que no fue aceptado su registro. Siguiendo los procedimientos electorales, su abogado y representante ante el Instituto Nacional Electoral Javier Náñez Pro presentó ante el Tribunal Electoral del Poder Judicial de la Federación (TEPJF) tres recurso de inconformidad. El primero, solicitando una prórroga, fue rechazado. El 9 de abril el TEPJF realizó un sesión pública donde debatieron una queja y dieron por cuatro votos a favor con tres en contra el aval para que Rodríguez pueda aparecer en la boleta electoral.